# 波罗的语族
波羅的語族是印歐語系下的一族語言，約有650至700萬人做為母語或第二語言，主要使用地區位於北歐波羅的海東岸及東南沿岸。偶爾和斯拉夫語族組成印歐語系下之波羅的-斯拉夫語族。
波羅的語族下屬兩個主要分支：西波羅的語支及東波羅的語支。西波羅的語支下屬語言均已絕跡，東波羅的語支尚存立陶宛語、拉脫維亞語等語言（包括常常被視為兩者方言的拉特加萊語及薩摩吉提亞語）。其中，在18世紀消亡、西波羅的語支的古普魯士語可能是保留最多原始波羅的語特性的語言。儘管立陶宛語、拉脫維亞語、古普魯士語等語言存在關聯，然而他們之間因詞彙差異巨大而彼此無法互通。

## 下屬分支
波羅的語常被分類為印歐語系之獨立語族，其下主要有東波羅的語支和西波羅的語支，偶爾此兩語支會被歸類於波羅的-斯拉夫語族之下。
|  | † 西加林迪亞語 West Galindian (xgl)：自14世紀後消亡                                                   |
|  | |
|  | † 古普魯士語 (prg)：自18世紀前葉消亡，參見普魯士                                                      |
|  | |
|  | † 索多维亚语 Sudovian (xsv)：又稱約特維恩格语（Yotvingian），自17世紀後消亡                           |
|  | |
|  | † 斯卡维語 Skalvian (svx)：自16世紀後消亡                                                             |
|  | |
|  | † 波美拉尼亞波羅的語 Pomeranian Baltic：約於前1千年消亡                                               |
|  | |
|  | † （爭議）古庫倫語 Old Curonian (xcu)：自16世紀後消亡，學界對於其分類於東波羅的語或西波羅的語存在爭議 |
|  | |

|  | 拉脫維亞語 (lav)：150萬使用者                                          |
|  |                                                                        |
|  | 拉特加萊語 Latgalian：15至20萬使用者，通常被認為是拉脫維亞語的一種方言 |
|  |                                                                        |
|  | 立陶宛語 (lit)：400萬使用者                                            |
|  |                                                                        |
|  | 薩莫吉希亞語 Samogitian ：500萬使用者，通常被認為是立陶宛語的一種方言  |
|  |                                                                        |
|  | † 瑟羅尼亞語 Selonian (sxl)：自16世紀後消亡                            |
|  |                                                                        |
|  | † 瑟米加利亞語 Semigallian (xzm)：自16世紀後消亡                       |
|  |                                                                        |

|  | † 東加林迪亞語 East Galindian 或 Golyad (xgl)：自 12 世紀後消亡 |
|  |                                                                 |

|  | † 西加林迪亞語 West Galindian (xgl)：自14世紀後消亡                                                   |
|  | |
|  | † 古普魯士語 (prg)：自18世紀前葉消亡，參見普魯士                                                      |
|  | |
|  | † 索多维亚语 Sudovian (xsv)：又稱約特維恩格语（Yotvingian），自17世紀後消亡                           |
|  | |
|  | † 斯卡维語 Skalvian (svx)：自16世紀後消亡                                                             |
|  | |
|  | † 波美拉尼亞波羅的語 Pomeranian Baltic：約於前1千年消亡                                               |
|  | |
|  | † （爭議）古庫倫語 Old Curonian (xcu)：自16世紀後消亡，學界對於其分類於東波羅的語或西波羅的語存在爭議 |
|  | |

|  | 拉脫維亞語 (lav)：150萬使用者                                          |
|  |                                                                        |
|  | 拉特加萊語 Latgalian：15至20萬使用者，通常被認為是拉脫維亞語的一種方言 |
|  |                                                                        |
|  | 立陶宛語 (lit)：400萬使用者                                            |
|  |                                                                        |
|  | 薩莫吉希亞語 Samogitian ：500萬使用者，通常被認為是立陶宛語的一種方言  |
|  |                                                                        |
|  | † 瑟羅尼亞語 Selonian (sxl)：自16世紀後消亡                            |
|  |                                                                        |
|  | † 瑟米加利亞語 Semigallian (xzm)：自16世紀後消亡                       |
|  |                                                                        |

|  | † 東加林迪亞語 East Galindian 或 Golyad (xgl)：自 12 世紀後消亡 |
|  |                                                                 |

### 未分類
- 纳德鲁维安语 (ndf)

## 地理分佈
現代波羅的語使用者普遍聚居在立陶宛和拉脫維亞的邊境處，美國、加拿大、澳大利亞和前蘇聯國家等地的移民群體也在使用。歷史上此語族使用範圍很廣：西至今日波蘭境內的維斯瓦河河口；東至今日白俄羅斯境內的第聶伯河，甚至可能延伸到莫斯科；南方可能延伸至基輔。此語族曾存在於這些地方的關鍵證據是，這些地區的“水文名稱”（江河湖海等水域的名字）都明顯帶有波羅的語族的特徵。一般可以根據水文名稱來判斷文化的傳播影響範圍，但不能測量岀具體時間。後來斯拉夫民族向南方和西方擴張、日耳曼民族向東方擴張，致使波羅的領土逐漸縮減至原來的一小部分。

### 與烏拉語系的接觸
儘管波羅的海國家常指愛沙尼亞、拉脫維亞和立陶宛三國，然愛沙尼亞使用之愛沙尼亞語及立窩尼亞語隸屬於烏拉語系，與波羅的語不相同。

## 歷史
公元前13世紀左右，使用波羅的語前身語言的遠古印歐語系民族，在波羅的海海岸的南方地區定居。後來逐漸往海岸移居，與當地使用烏拉爾語的原住民（漁民和農民等）融和，這些原住民在不同程度上被波羅的民族同化。於是不同的方言之間漸行漸遠，轉化為不同的語言，這個過程大約發生在公元後第一個千年内。
古代歷史學家早在公元前98年就提到了各種波羅的部落，但第一次證實波羅的語的存在卻在1350年左右，證據是一本日耳曼語-普魯士語字典，名為“Elbing普魯士辭彙表”。1545年從一首讚美詩的翻譯證實了立陶宛語的存在；第一本立陶宛語印刷書出現在1547年，為Martynas Mažvydas編著的基督教教義問答手冊。1530年一首讚美詩中證實了拉脫維亞語；1585年出現了此語印刷版手冊。證實如此之晚的原因之一，在於波羅的民族比其他所有歐洲民族抵抗基督教化的時間都要久，所以書面文獻出現很晚，他們的語言也基本沒有受到外界的影響。
13世紀時，日耳曼國家在當時的普魯士地區成立，很多波羅的語族之普魯士人遷徙，普魯士人也慢慢被同化，到17世紀末時，普魯士語已經滅亡。
1569-1795年的波蘭-立陶宛聯合王國期間，官方文獻由波蘭語、羅塞尼亞語和拉丁語書寫，而立陶宛語通常是平民日常口頭使用。
瓜分波蘭後，大部分波羅的地區歸入俄羅斯帝國管轄範圍，當地語言有的時候被禁止書寫或在公共場所使用。

## 同其他印歐語系語言的關係
語言學者對波羅的語言有很濃厚的興趣，因為此族語言保留了很多古語特徵。學術界相信這些特徵在原始印歐語的早期就已經存在。
一些已經滅亡的波羅的語言幾乎沒有書面文獻存在，只能從古代歷史學者或人名地名中推斷；此族下所有語言（包括現存的）的書面形式都相對出現得很晚，這兩個主要原因和其他一些因素一起阻礙了對波羅的語族歷史的研究，使學術界對此族語言在印歐語系中的地位爭論不休。
一些語言學家相信波羅的語言從印歐語系中單獨分裂岀來；而另一些人認為它和斯拉夫語族或日耳曼語族有共同的祖先，應該稱作波羅的-斯拉夫語或波羅的-日耳曼語。也有一些人將波羅的語和地理距離較遠的阿爾巴尼亞語、達契安語和色雷斯語等聯繫起來。
後來也有人認為，波羅的語族這個分法本身就是錯誤的。他們認為東西波羅的語有不同的祖先，後來才匯合到了一起。